# 布拉夫 (阿拉巴马州)
布魯夫（英語：Bluff）是一個位於美國阿拉巴馬州費耶特縣的非建制地區。該地的面積和人口皆未知。

## 地理
布魯夫的座標為33°49′14″N 87°54′23″W / 33.82055°N 87.90638°W，而該地最高點為海拔高度150米（即492英尺）。